# ボブ・ジョーンズ大学

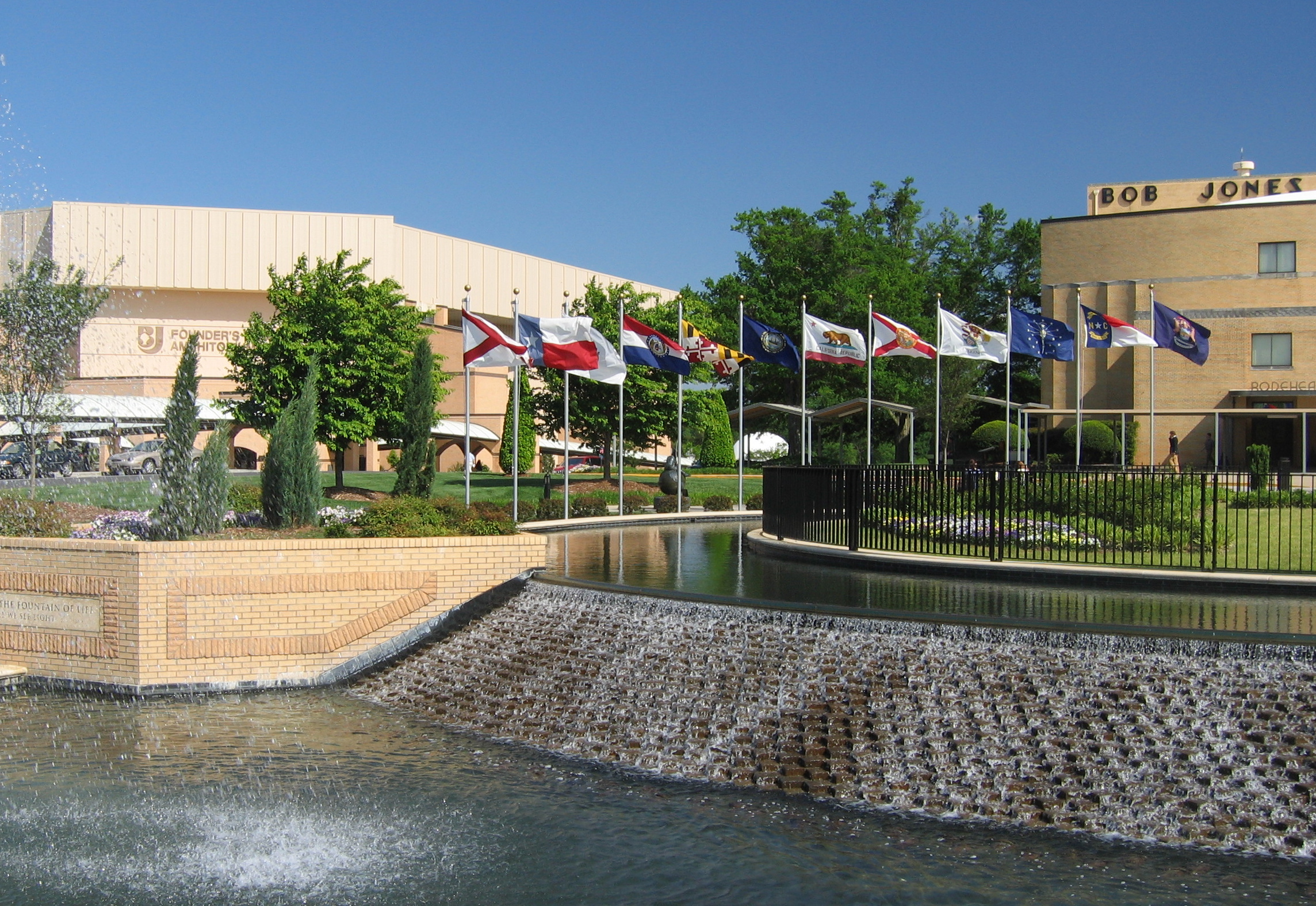
キャンパス

ボブ・ジョーンズ大学（ボブ・ジョーンズだいがく、Bob Jones University、BJU）は、アメリカ合衆国サウスカロライナ州グリーンビルにある私立大学。1927年バプティスト派の伝道師ボブ・ジョーンズ・シニアにより創立され、彼の子孫が代々学長職に就いている。
キリスト教根本主義を学是とする大学として知られている。1975年まで黒人の入学を制限し、2000年まで異人種間の男女交際を学則で禁じていた。かつてアメリカ合衆国大統領選挙では大統領候補にとってボブ・ジョーンズ大学で講演することは、キリスト教右派の票田を獲得するための踏み絵のようなものと認識されていた。

## 著名な出身者
- フレッド・フェルプス 1929 - 2014 ウェストボロ・バプティスト教会創設者
- ラッセル・ステルワゴン 1926-2011、TEAMの宣教師として来日
- ティム・ラヘイ 1926-2016、『レフトビハインド』シリーズの作者
- アーネスト・ピカリング（英語版） 1928-2000、バプテストバイブル・カレッジの元校長
- ケン・ヘイ（英語版） 1933- 、クリスチャン・キャンプ「The Wilds」の創設者
- ビリー・キム（英語版） 1934- 、バプテスト・ワールド・アライアンス元会長
- レス・オライラ（英語版） 1943- 、ノースランド・バプテストバイブル・カレッジ元校長
- モエズ・シルバ（英語版） 1945- 、福音派神学会長
- ティム・ハッチンソン（英語版） 1949- 、元連邦上院議員（アーカンソー州選出）
- エイサ・ハッチンソン 1950- 、第46代アーカンソー州知事
- ロン・パッチ・ハミルトン（英語版） 1950- 、作曲家、Majesty Music社長
- マーク・M・ギレン（英語版） 1955-　、ペンシルバニア州選出の米国連邦下院議員
- リチャード・ストラットン（英語版） 1958- 、クリアウォーター・クリスチャン大学元校長

### 日本の卒業生
- メルトン・フィリップ 国際めぐみバプテスト教会 代表
- 伊豆洋一 単立バプテスト武蔵聖書教会  牧師
- 西村恭兵 美濃関めぐみバプテスト教会  主任牧師
- 林孝幸　内灘聖書教会 牧師